# Standard Oil
A Standard Oil amerikai olajvállalat volt. A céget John D. Rockefeller és Henry Flagler alapították 1870-ben, Ohio államban. A Standard Oil a maga idejében a legnagyobb olajvállalat volt. A cég egyike volt a világ legelső és legnagyobb multinacionális vállalatainak. Története 1911-ben fejeződött be, amikor az amerikai bíróság illegális monópoliumnak ítélte meg egy per során, ezáltal a cég felbomlott. A cég utódai (többek között az ExxonMobil, a Chevron, a Marathon Petroleum és az Amoco) továbbra is a világ legnagyobb vállalatai közé tartoznak. Rockefeller mai napig a leggazdagabb amerikainak számít.

## Története
A Standard Oil korai története 1863-ban indult. Ekkor ohiói partnerség volt, amelyet John D. Rockefeller, testvére, William Rockefeller, Henry Flagler, Samuel Andrews vegyész, Stephen V. Harkness csendestárs, illetve Oliver Burr Jennings alapították. Utóbbi William Rockefeller feleségét vette el. 1870-ben Rockefeller kilépett a partnerségből és bejegyezte a Standard Oil nevet. A kezdeti 10000 részvényből Rockefeller 2667-et, Harkness 1334-et, William Rockefeller, Flagler és Andrews 1333-at kaptak, Jennings 1000-et kapott, a Rockefeller, Andrews & Flagler nevű vállalkozás pedig 1000-et kapott. Rockefeller a "Standard Oil" nevet az olajipar általa elképzelt minőségének és szolgáltatásának "alapjainak" szimbólumaként választotta. Ezt követően a korai években Rockefeller volt a legfontosabb személy az új olajipar kialakításában.
A cég 1909-ben 60.000 dolgozóval rendelkezett.
1880-ra a világ olajának 90%-át az Egyesült Államok biztosította. Ennek hatására a cég visszaélt a hatalmával, többek között versenyellenes politikát folytatott.
1909-ben a Legfelsőbb Amerikai Bíróság bűnösnek találta a Standard Oil-t praktikái miatt.
1911-ben a Bíróság végül 34 külön cégre bontotta fel a Standard Oil-t,  többek között az Exxonra és a Mobilra (amelyek 1999-ben egyesültek és a nevük ExxonMobil-ra változott), illetve több különböző, a Standard Oil nevét viselő vállalatra (pl. "Standard Oil of New York", "Standard Oil of California", amely később Chevronra változtatta a nevét).